# Dora Boothby
Dora Boothby (n. 2 august 1881, Greater London, Anglia, Regatul Unit al Marii Britanii și Irlandei – d. 22 februarie 1970, Greater London, Anglia, Regatul Unit) a fost o jucătoare de tenis ce a reprezentat Regatul Unit al Marii Britanii și al Irlandei de Nord, medaliată olimpică. A participat la o ediție a Jocurilor Olimpice (1908) în care a câștigat o medalie de argint.